# Intensionaler Fehlschluss
Als intensionaler Fehlschluss wird in der Logik ein fehlerhaftes Argument bezeichnet. Er entsteht, wenn nicht darauf geachtet wird, ob in den Prämissen ein Ausdruck so gebraucht wird, dass ihre Wahrheit von der Intension, nicht von der Extension des Ausdrucks abhängig ist. In einem solchen Fall wird auch davon gesprochen, dass der Ausdruck in einem opaken oder intensionalen Kontext steht. Der Fehlschluss kommt zustande, wenn ein Ausdruck, der in einem solchen Kontext steht, durch einen Ausdruck mit gleicher Referenz oder Extension ersetzt wird, was außerhalb opaker Kontexte wahrheitserhaltend und daher in der klassischen Logik erlaubt ist (s. a. Extensionalitätsprinzip und Frege-Prinzip).
Der intensionale Fehlschluss ist vom intentionalen Fehlschluss zu unterscheiden. Bei dem einen geht es um die Dimensionen der Bedeutung beim anderen um die Intention (Absicht).

## Klassisches Beispiel
Ein klassisches Beispiel für einen intensionalen Fehlschluss:
|             | Der Abendstern ist identisch mit dem Morgenstern.                            |
|             | Mike weiß, dass der Abendstern als erster Stern/Planet abends sichtbar wird. |
| Fehlschluss | Mike weiß, dass der Morgenstern zuerst am Abendhimmel sichtbar wird.         |

In diesem Beispiel geht es darum, dass „Morgenstern“ und „Abendstern“ analytisch Ausdrücke für jeweils den abends am frühesten und morgens am letzten beobachtbaren Himmelskörper sind (ausgenommen der Mond). Dies ist die jeweilige Intension der Ausdrücke. Wenn Mike die Ausdrücke versteht, hält er Prämisse 2 für wahr, ebenso wie den Satz „Der Morgenstern ist morgens am längsten sichtbar“. Durch kontinuierliche Beobachtung der Himmelserscheinung kann man feststellen, dass „Abendstern“ und „Morgenstern“ dasselbe bezeichnen (den auch als Venus bekannten Planeten). Beide Ausdrücke haben also dieselbe Extension. Daraus folgt Prämisse 1. In intensionalen Kontexten (Mike weiß, Carla vermutet, Otto bezweifelt) kann aber ein Ausdruck nicht ohne weiteres durch einen extensionsgleichen ersetzt werden. In unserem Beispiel möglich, dass Mike zwar die Intension der Ausdrücke Abend- und Morgenstern kennt, aber um die Identität des bezeichneten Objektes (beide meinem die Venus) nicht weiß. Dann sind die Prämissen zwar wahr, die Konklusion ist aber dennoch falsch.

## Irrtümer
Der Fehlschluss kann in beiden Richtungen zu Irrtümern führen:
- Entweder man kann folgern, dass dann, wenn eine Person etwas über x weiß, glaubt etc., sie dasselbe über den extensionsgleichen Ausdruck y weiß, glaubt etc.[2]

- Oder man schließt falsch, dass es sich nicht um extensionsgleiche Ausdrücke handeln kann, wenn eine Person zwar etwas von x, aber nicht von dem Ausdruck y weiß, dessen Extensionsgleichheit infrage steht.[3]